# Acanthinus clavicornis
Acanthinus clavicornis är en skalbaggsart som först beskrevs av Champion 1890.  Acanthinus clavicornis ingår i släktet Acanthinus och familjen kvickbaggar. Inga underarter finns listade i Catalogue of Life.